# 玉米黃素
玉米黃素（Zeaxanthin）是葉黃素的異構體。他是視網膜含有二種類胡蘿蔔素的其中一種，主要存在於黃斑部份，其他部份則是以葉黃素為主。辣椒粉 (西餐)、玉米和番紅花的獨特色澤，都因含有玉米黃素而來。
玉米黃素也是一種歐盟認可的食用色素，E編碼為E161h。枸杞子中含有大量的玉米黃質。

## 異構體
玉米黃素和葉黃素有相同的分子式且互为異構體。该异构体不属于立體異構體，两者的唯一差异在于一端環內雙鍵的不同位置。该差異使得葉黃素具有三個手性中心，而玉米黃素只有兩個。由于对称性，玉米黃素的(3R,3'S)与(3S,3'R)的立体异构体是一致的。因此，玉米黃素只有3个手性异构体。其中(3R,3'S)手性异构体称为 内消旋－玉米黄素。天然的玉米黄素形态为(3R,3'R)－玉米黄素。眼睛的黃斑部主要含有(3R,3'R)－玉米黄素与内消旋－玉米黄素，且含有非常少量的(3S,3'S)构型的玉米黄素。

## 與眼疾的關係
有些報告連結高攝取食物提供的玉米黃素和老年黃斑變性（AMD）的低發病率之間的關係，尤其是退化性眼睛疾病研究（AREDS），但目前沒有足夠的證據可評估飲食或攝取抗氧化劑可以預防或治療老年黃斑變性。對於亞種群中接觸到高氧化壓力的人比較有可能出現些許好處，例如重度吸煙者或極度營養不良的人。2005年美國FDA拒絕了一個由Xangold申請的合格健康聲明（Qualified Health Claims），理由為沒有足夠的證據支持補充玉米黃素可以預防AMD。

## 自然界中的玉米黃素
玉米黃素是在自然界中最常見到的類胡蘿蔔素醇，它是辣椒粉、玉米、番紅花和其他多種植物的顏色來源。玉米黃素也可被分解形成苦藏花素和番紅花醛兩種物質，它們分別是形成番紅花苦味和獨特香氣的物質。蛋、菠菜、枸杞、羽衣甘藍、蕪菁、半結球萵苣、西蘭花、西葫蘆、奇異果、玉米、豌豆、莙薘菜和抱子甘藍等食物都是可以得到玉米黃素和葉黃素的好來源。